# Red Urbana de Transporte Articulado
La Red Urbana de Transporte Articulado (RUTA) es un sistema de autobús de tránsito rápido o servicio tronco alimentador BRT ubicado en la Zona Metropolitana de Puebla pasando por los municipios de Puebla, San Andrés Cholula, Amozoc, Cuautlancingo, San Pedro Cholula, Coronango, Ocoyucan y San Gregorio Atzompa, estos últimos dos son atravesados por alimentadoras, todos en el estado de Puebla, fue implementado por el fallecido exgobernador de Puebla Rafael Moreno Valle Rosas en 2013.

## Red

### Línea 1: Tlaxcalancingo-Chachapa

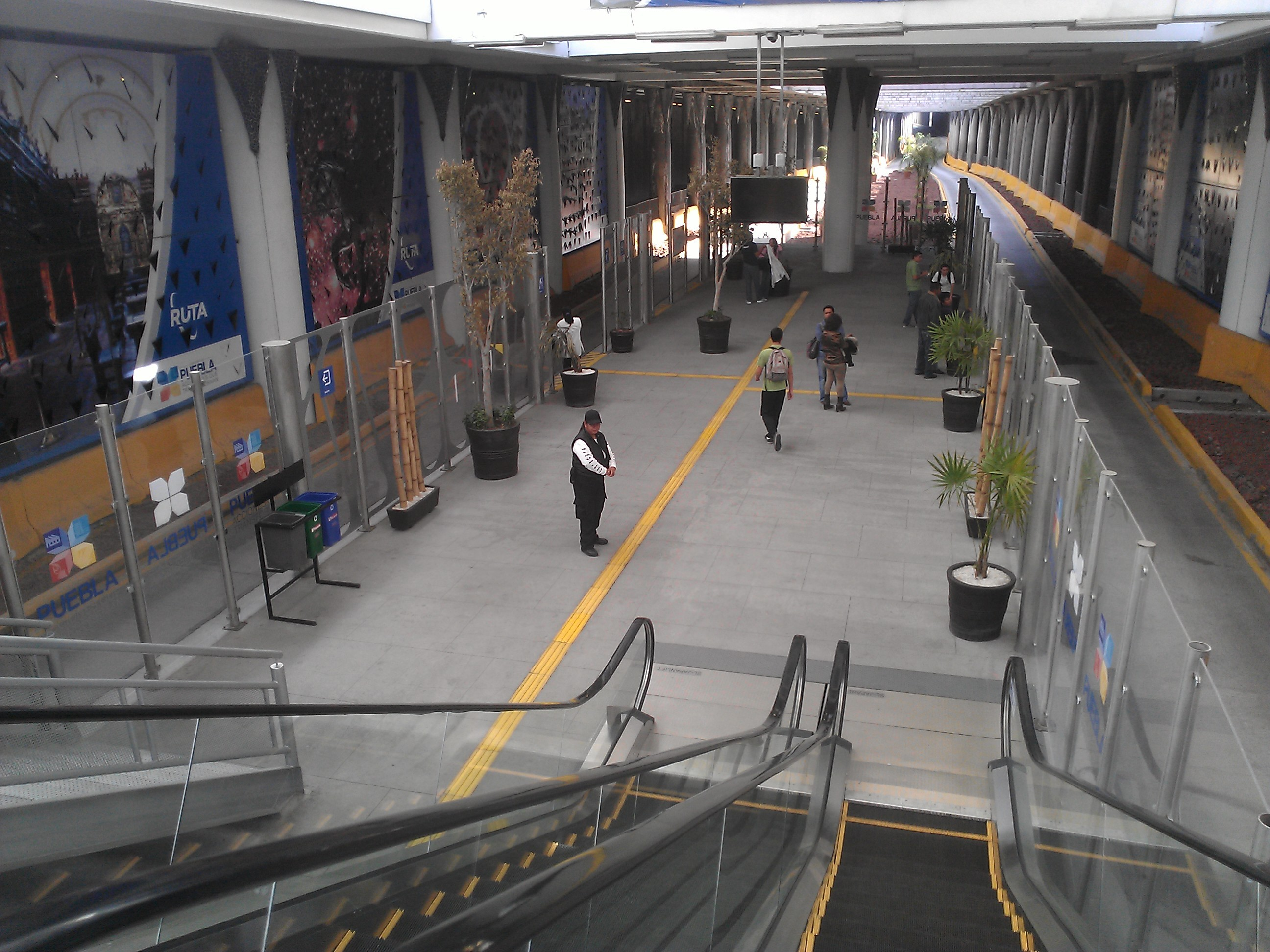
Estación Juárez-Serdán. Línea 1

Fue inaugurada el 16 de enero de 2013. La primera línea del sistema abarca desde Tlaxcalancingo hasta la Terminal Chachapa, la cual atraviesa la Zona Metropolitana de Puebla de Nororiente a Surponiente, uniendo dos extremos del Periférico Ecológico y tocando parte de los municipios de Amozoc, San Andrés Cholula conectando con la línea 2 en las estaciones Diagonal Oriente y Diagonal Poniente y con la línea 3 en la estación China Poblana. Además de ser la única línea en tener una estación con un paso a desnivel, la estación Juárez-Serdán.
La línea incluye dos estaciones de transferencia y 36 paraderos espaciados cada 400 o 500 metros.
La avenidas que recorre la línea son: la Carretera Federal Puebla-Atlixco, Blvd. Atlixco, Avenida 10 Poniente, Avenida Diagonal Defensores de la República, Avenida Ferrocarril, Avenida El Pilar y Calle Laureles.
El corredor Troncal inició operaciones con 22 autobuses: 6 autobuses articulados Mercedes-Benz Marcopolo Gran Viale y 16 autobuses padrón Mercedes-Benz Marcopolo Torino. Las rutas alimentadores operan con autobuses Mercedes-Benz BECCAR Urbus.
Total de Alimentadoras Línea 1 
A1 Terminal Tlaxcalancingo - San Bernabé Temoxtitla

A2 Terminal Tlaxcalancingo - Santa Clara Ocoyucan

A3 Terminal Tlaxcalancingo - Santa María Tonantzintla

A4 Terminal Tlaxcalancingo - San Antonio Cacalotepec

A6 Maravillas - Lomas de Angelópolis

A6A Maravillas - Ciudad Judicial

A8 Bosques de San Sebastian - Camino Real a Cholula

A9 Bosques de San Sebastian - Reforma

A10 Chachapa - Centro

A11 Tlaxcalancingo - Centro

### Línea 2: Limones-Diagonal (11 Norte-Sur)

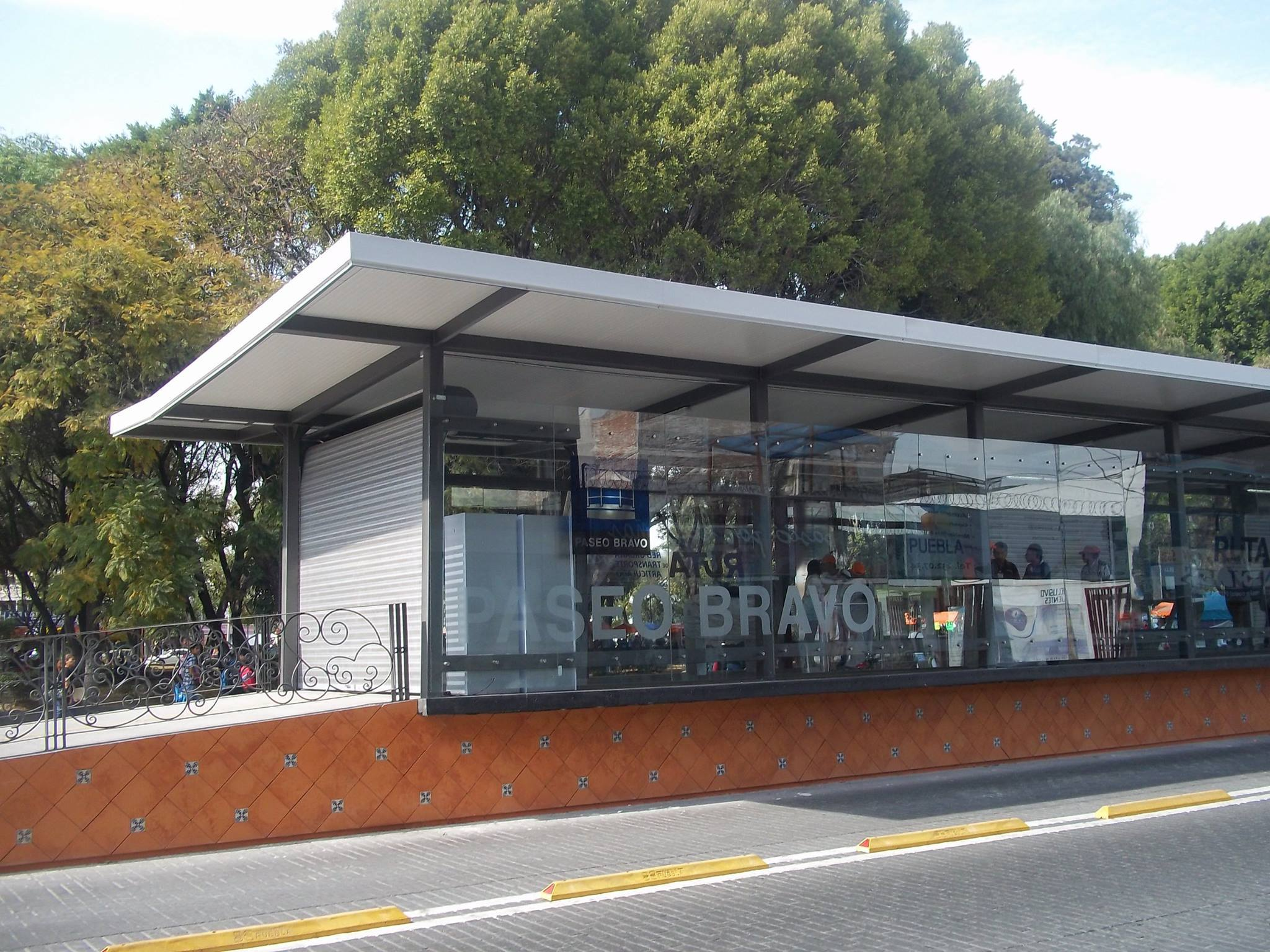
Estación Paseo Bravo. Línea 2

Empezó a ser planificada en 2014 y comenzó a construirse ese año. fue inaugurada el 10 de abril de 2015. El corredor troncal abarca una distancia de 13.8 km sobre la Avenida 11 Norte-Sur, su recorrido inicia en la Avenida Limones y concluye en la Diagonal Defensores de la República, conectando a la línea 1 entre las estaciones 11 Norte - Constitución de 1917 y El Rayito y con la línea 3 en la estación 43 Poniente - Huexotitla. Personal y choferes del grupo Autobuses de Oriente (ADO) operan de la Línea 2.
El servicio de la Línea 2 de RUTA inicio operaciones con 65 unidades. En el troncal con 27 autobuses articulados con capacidad para 161 personas, de la marca sueca Scania y carrocería Neobus MEGA BRT, quienes cuentan con motores de alta eficiencia y potencia utilizados para trabajos pesados, certificados para no contribuir en el impacto ambiental pues son auxiliares en la actividad marítima; y 38 autobuses padrón Volkswagen Novacapre AME1 MD de 12 metros y capacidad para 100 personas; además de 52 autobuses Volkswagen con carrocerías Ayco/Hidromex y Novacapre en 15 rutas alimentadoras.
A partir del día 13 de abril de 2015 el horario de servicio se amplió de las 4 de la mañana a la media noche de lunes a domingo. Así como se aumentaron 20 autobuses adicionales en las rutas alimentadoras y 20 más en la troncal.
Para el mes de mayo operan 182 unidades en la Línea 2, de las marcas Volkswagen, Scania, Volvo y Mercedes Benz; en la troncal operan 42 autobuses articulados, 28 autobuses padrón y 20 autobuses que ofrecen servicio directo; en las alimentadoras operan 92 autobuses convencionales, de acuerdo a datos del titular de la Secretaría de Infraestructura y Transportes.
Se prevé que diariamente transporte 364 mil usuarios, dando un beneficio total de más de un millón 539 mil habitantes.
| Estaciones de la línea 2 | |
| --- | --- |
| \| \| Diagonal Oriente \\| Nacozari \\| Diagonal Poniente \\| Esperanza \\| Museo del Ferrocarril \\| Mercado de Sabores \\| Paseo Bravo \\| Héroes de la Reforma \\| Santiago \\| Revolución \\| Espinosa Iglesias \\| Panteones \\| Alfa 2 \\| Juan Pablo II \\| Niño Poblano \\| Río Atoyac \\| IMSS \\| Zaragoza \\| Cúmulo de Virgo \\| Club de Golf \\| Tecamachalco \\| Torrecillas \\| Tarascos \\| Yucatán \\| San Bartolo \\| Periférico \\| Centro Sur \\| Olivos \\| Independencia \\| Pino Suárez \\| Azaleas \\| Tabachines \\| Los Limones\\| Terminal Margaritas \| | |
| | Diagonal Oriente \| Nacozari \| Diagonal Poniente \| Esperanza \| Museo del Ferrocarril \| Mercado de Sabores \| Paseo Bravo \| Héroes de la Reforma \| Santiago \| Revolución \| Espinosa Iglesias \| Panteones \| Alfa 2 \| Juan Pablo II \| Niño Poblano \| Río Atoyac \| IMSS \| Zaragoza \| Cúmulo de Virgo \| Club de Golf \| Tecamachalco \| Torrecillas \| Tarascos \| Yucatán \| San Bartolo \| Periférico \| Centro Sur \| Olivos \| Independencia \| Pino Suárez \| Azaleas \| Tabachines \| Los Limones\| Terminal Margaritas |

Total de Alimentadoras Línea 2
A21 Margaritas - San Ramón 4A

A22 Margaritas - Colosio

A23 Margaritas - San Ramón 3A

A24 Tabachines - Hacienda Santa Clara

A24B Tabachines - Valle Paraíso

A25 Pino Suárez - Santa Lucía

A26 Independencia - Balcones del Sur

A26B Independencia - Minerales del Sur

A28 CC Centro Sur - Castillotla

A29 Yucatán - Balcones del Sur(16 de septiembre)

A30 Yucatán - Hacienda del Cobre

A31 Yucatán - Balcones del Sur

A32 Torrecillas - Héroes

A33 Diagonal Oriente/Poniente - CAPU

A35 Diagonal Oriente/Poniente - Central de Abastos

A36 Torrecillas - Angelópolis

### Línea 3:  Valsequillo-CAPU

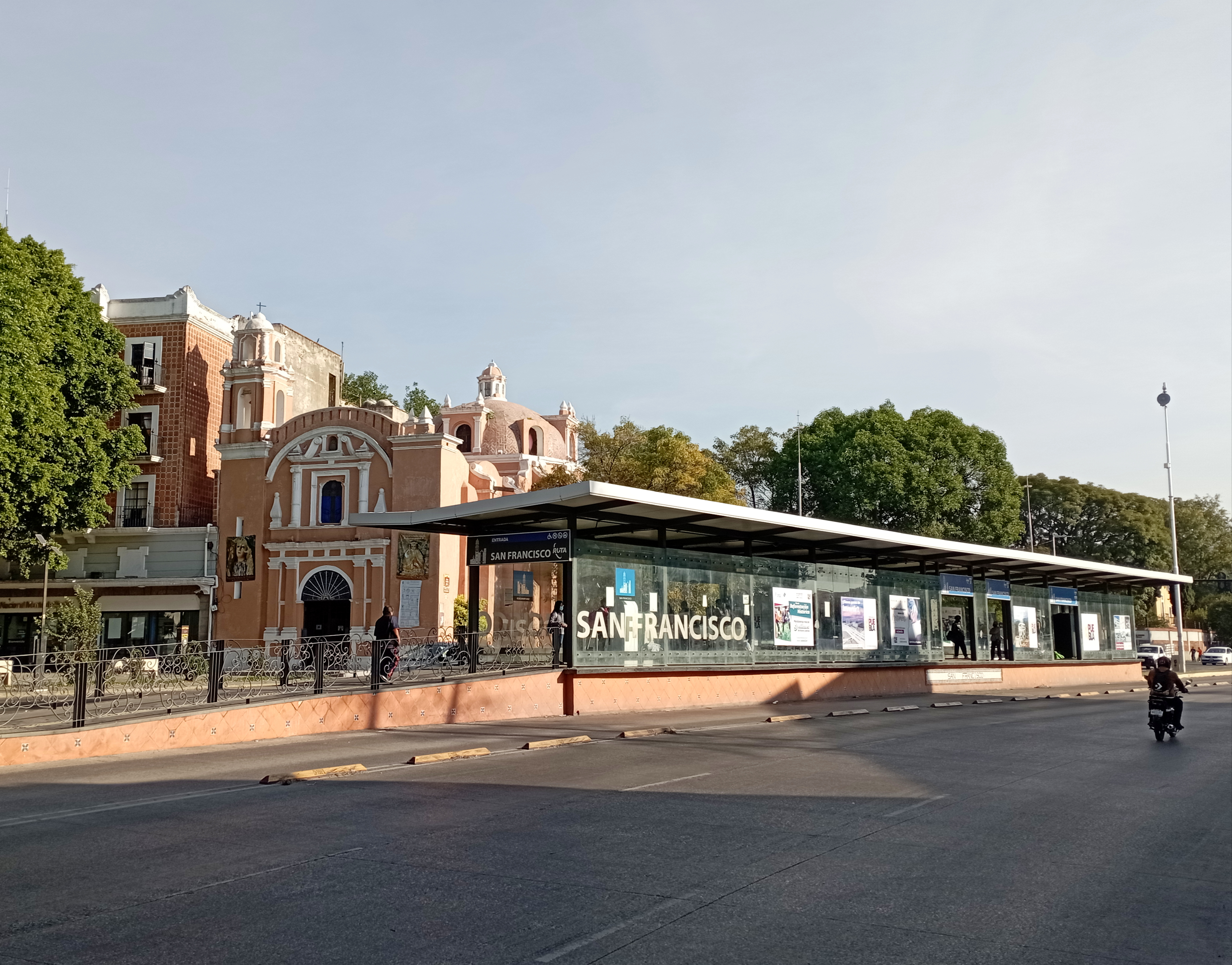
Estación San Francisco

La tercera línea del Sistema comprende 15.3 kilómetros de recorrido y 32 estaciones. Comenzó a construirse en septiembre de 2017 y en noviembre de 2018 fue inaugurado por el exgobernador de Puebla José Antonio Gali Fayad.Parte de la zona de Valsequillo hasta la zona de la CAPU, es decir Bulevar Norte, y tiene un ramal que conecta con la línea 2.
Se compone de 12 autobuses articulados y 25 unidades padron, 35 camiones alimentador y se espera una afluencia de 148 mil 032 usuarios diariamente, de acuerdo con la Secretaría de Infraestructura, Movilidad y Transportes (SIMT).
Es la primera línea de la red que tiene conexión directa con otra línea, permitiendo a los pasajeros transbordar de la línea 3 a la 2 (y viceversa) pagando solamente un pasaje. Sin embargo, desde su inauguración en 2018, la conexión de la línea 3 con la línea 2, se llamaba Valsequillo - Diagonal, debido a que su recorrido comenzaba desde la Terminal Valsequillo de la línea 3 y concluía en la Terminal Diagonal Oriente/Poniente de la línea 2 en donde retornaba hacia la Terminal Valsequillo. El 28 de septiembre de 2024, la línea 3 Valsequillo-Diagonal se convirtió en Valsequillo-Alpha, en donde el recorrido comienza desde la Terminal Valsequillo y concluye en la Estación Alpha de línea 2, en donde se podrá transbordar en unidades de línea 2 y Viceversa.
La línea también cuenta con paraderos ecológicos y unidades con bajas emisiones de contaminantes.
| Estaciones de la línea 3 VALSEQUILLO - CAPU | |
| --- | --- |
| \| \| Terminal Valsequillo \\| La Fragua \\| Arboledas \\| Xilotzingo \\| Las Torres \\| Biblioteca Central \\| C.U. BUAP \\| Margaritas \\| San Baltazar \\| Bomberos \\| Cristal \\| C.C Camacho Espíritu \\| 16 de Septiembre \\| Parque Juárez \\| Fiscalía \\| Niños Héroes \\| Clinica 2 \\| Analco \\| San Francisco \\| Túnel 5 de Mayo \\| San Antonio \\| Santa María \\| China Poblana \\| Guadalupe Victoria \\| Unión \\| Hidalgo \\| Boulevard Norte \\| Terminal CAPU \\| [6] \| | |
| | Terminal Valsequillo \| La Fragua \| Arboledas \| Xilotzingo \| Las Torres \| Biblioteca Central \| C.U. BUAP \| Margaritas \| San Baltazar \| Bomberos \| Cristal \| C.C Camacho Espíritu \| 16 de Septiembre \| Parque Juárez \| Fiscalía \| Niños Héroes \| Clinica 2 \| Analco \| San Francisco \| Túnel 5 de Mayo \| San Antonio \| Santa María \| China Poblana \| Guadalupe Victoria \| Unión \| Hidalgo \| Boulevard Norte \| Terminal CAPU \| |

| Estaciones de la línea 3 VALSEQUILLO - ALPHA | |
| --- | --- |
| \| \| Terminal Valsequillo \\| La Fragua \\| Arboledas \\| Xilotzingo \\| Las Torres \\| Biblioteca Central \\| C.U. BUAP \\| Margaritas \\| San Baltazar \\| Bomberos \\| Cristal \\| Prados Agua Azul \\| Alpha \\| [6] \| | |
| | Terminal Valsequillo \| La Fragua \| Arboledas \| Xilotzingo \| Las Torres \| Biblioteca Central \| C.U. BUAP \| Margaritas \| San Baltazar \| Bomberos \| Cristal \| Prados Agua Azul \| Alpha \| |

Total de Alimentadoras Línea 3
A301 Cap. Carlos Camacho - CAPU

A302 Las Torres - Los Héroes

A303 Valsequillo - Los Héroes

A304 CU BUAP - Torrecillas

A306 Valsequillo - San Baltazar Tetela

A307 Valsequillo - Santo Tomás Chautla

### Línea 4: (Periférico Ecológico)
Comenzó a ser planificada en 2023. El 15 de noviembre de 2024, le linea comenzó una etapa de pruebas, de modo que los conductores estaban en etapa de capacitación, por lo que el 12 de diciembre de 2024 fue puesto a disposición del público en fase de pruebas respectivamente.
A diferencia de las lineas anteriores, es la primera linea del sistema en donde no se disponen de unidades y estaciones elevadas para su abordaje, sino que las unidades y estaciones son de piso. Al igual que se diferencia de su tarifa de abordaje es de 20 pesos, en comparación con las anteriores lineas donde su tarifa es de 7.50 pesos.
La linea 4, disponen de 32 paraderos en un trayecto de 41 km del recorrido. Dispone de conexiones con la Terminal Chachapa de la Linea 1 y la Terminal Valsequillo de la Linea 3 respectivamente.
| Estaciones de la línea 4 | |
| --- | --- |
| \| \| Terminal Chachapa \\| Casa Blanca \\| Flor del Bosque \\| Haras \\| Clavijero \\| Chapultepec \\| Guadalupana \\| Terminal Valsequillo \\| Ciudad Judicial\\| \| | |
| | Terminal Chachapa \| Casa Blanca \| Flor del Bosque \| Haras \| Clavijero \| Chapultepec \| Guadalupana \| Terminal Valsequillo \| Ciudad Judicial\| |

Total de Integradoras Línea 4
Los recorridos contemplados para este servicio son: Misiones - CAPU, abarcando 25.8 kilómetros; Valsequillo Bugambilias- Amozoc, con 65 kilómetros; Chachapa - Bugambilias, con 5.38 kilómetros y Central Camionera del Sur - Cholula, con 29 kilómetros.
Integradora 1 Misiones - CAPU
Integradora 2 Valsequillo - Bugambilias - Amozoc
Integradora 2A Chachapa - Bugambilias
Integradora 3 Central del sur - Cholula
Total de Alimentadoras Línea 4
Por definir